# Iraks nationella överenskommelse
Iraks nationella överenskommelse (INÖ), arabiska: الوفاق الوطني العراقي; Al-Wifaq Al-Watani Al-'Iraqi; engelska: Iraqi National Accord, är ett politiskt parti i Irak som grundades av Iyad Allawi, Tahsin Muallah och Salah Omar al-Ali 1990.

## Historik
Partiet grundades 1990 av Iyad Allawi och Salih Omar Ali al-Tikriti, de båda hade ett förflutet med det då regerande Baathpartiet i Irak. Initialt var de finansierade av Saudiarabien på grund av att Iran finansierade olika irakiska politiska partier som var shia medan INÖ var sunni. al-Tikriti tvingades dock lämna partiet två år senare efter att den amerikanska underrättelsetjänsten Central Intelligence Agency (CIA) klargjorde att de vägrade samarbeta med denne på grund av dennes förflutna som ansvarig för offentliga halshuggningar åt den irakiska regimen. CIA ville, efter att Kuwaitkriget upphörde, rekrytera inflytelserika irakier med stora kontaktnät inom den irakiska regeringen men även att reducera Ahmed Chalabi och dennes Iraks nationella kongress (INK) inflytande på CIA och USA. Mellan 1992 och 1995 använde CIA mest INÖ för att hålla på med att sabotera och förstöra, främst statliga tillgångar men även civila, i Irak med hjälp av sprängmedel. År 1996 var INÖ och CIA på gång att genomföra kuppförsök i syfte att avsätta Saddam Hussein som president men det misslyckades på grund av att INÖ hade blivit infiltrerat av mullvader som var lojala till Saddam Hussein. I juni 1996 avrättades ett 30-tal irakiska officerare och ett 100-tal blev arresterade, samtliga hade kopplingar till både Iraks militär och INÖ.
I mars 2003 blev Irak invaderat av USA och dess allierade länder för att avsätta Saddam Hussein en gång för alla. Många trodde dock att Ahmed Chalabi skulle bli interimspremiärministern efter Saddam Hussein på grund av sina kontakter inom amerikansk toppolitik men det blev istället Iyad Allawi, vilket offentliggjordes i maj 2004. Han var på positionen fram tills den 3 maj 2005 när han ersattes av Ibrahim al-Jaafari. Partiet deltog vid parlamentsvalet i Irak i januari 2005 tillsammans med Iraks nationella lista och koalitionen fick 40 av 275 mandat. Partiet deltog också vid parlamentsvalet i Irak i december 2005 men fick då bara 25 mandat. Partiet och Allawi hade tankar på att ansluta sig till Iraks nationella allians för parlamentsvalet i Irak 2010 men valde i slutändan att avstå.